# Festuca hallii

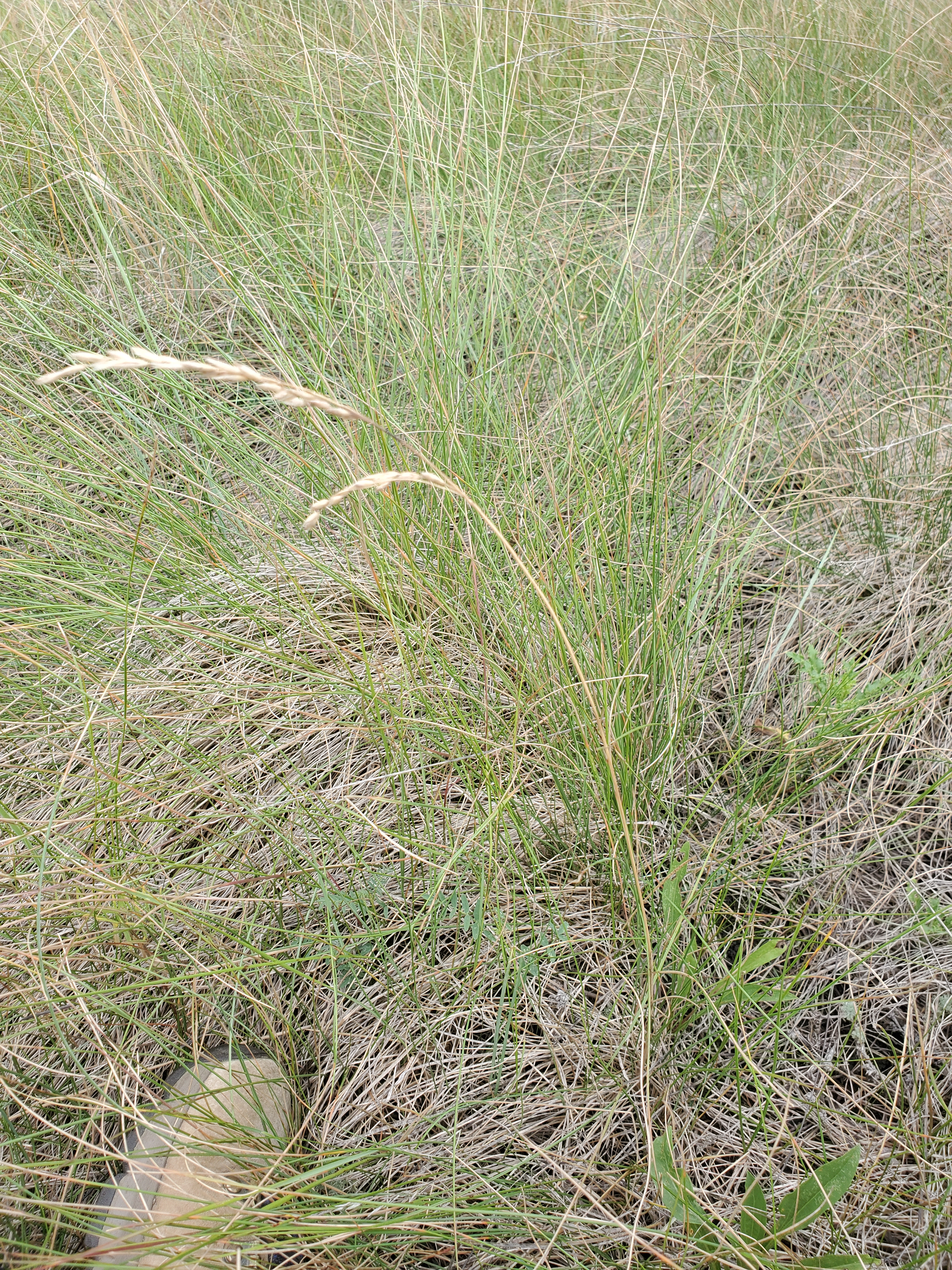
Festuca hallii

Festuca hallii är en gräsart som först beskrevs av George Vasey, och fick sitt nu gällande namn av Charles Vancouver Piper. Festuca hallii ingår i släktet svinglar, och familjen gräs. Inga underarter finns listade i Catalogue of Life.